# Zernyia annularis
Zernyia annularis är en fjärilsart som beskrevs av Louis Beethoven Prout 1929. Zernyia annularis ingår i släktet Zernyia och familjen mätare. Inga underarter finns listade i Catalogue of Life.